# 무세르멧밭쥐
무세르멧밭쥐(Reithrodontomys musseri )는 비단털쥐과에 속하는 설치류의 일종이다. 코스타리카 남동부 지역의 토착종이다. 해발 3,300m의 아순시온 구릉 지대에서만 발견된다. 특히 등이 짙은 색을 띠지만, 옆구리 쪽으로 갈수록 연해지며 배 쪽은 희미한 흰색을 띤다. 아메리카멧밭쥐속의 다른 종들보다 작다. 학명과 일반명은 설치류 계통분류학에 크게 기여한 미국 동물학자 무세르(Guy Graham Musser)의 이름에서 유래했다.